# Мъчешу де Жос
 Тази статия е за селото в Румъния.  За общината вижте Мъчешу де Жос (община).  
Мъчешу де Жос (на румънски: Măceșu de Jos) е село в южна Румъния, административен център на община Мъчешу де Жос в окръг Долж. Населението му е около 1200 души (2002).
Разположено е на 33 метра надморска височина в Долнодунавската равнина, на 8 километра северно от брега на река Дунав и на 51 километра южно от Крайова.